# Vrhovlje, Sežana
Vrhovlje je naselje v Občini Sežana.